# VinFast President
VinFast President là một mẫu SUV hạng sang cỡ lớn do VinFast sản xuất, được giới thiệu chính thức vào ngày 7 tháng 9 năm 2020. Xe có thiết kế tương tự như LUX SA2.0 nhưng lại thay đổi ở một số chi tiết, qua đó trở thành mẫu xe đầu bảng của thương hiệu. Bên cạnh đó, VinFast President còn được tạo ra với tham vọng hướng đến cạnh tranh với những cái tên nổi bật cùng phân khúc như Lexus LX 570, Mercedes-Benz GLS và BMW X7.
President chỉ xuất xưởng với số lượng giới hạn và bắt đầu được bán ra vào quý 3 năm 2020. Sau khi ra mắt tại thị trường trong nước, mẫu xe đã nhanh chóng tạo nên ấn tượng với truyền thông Việt Nam và thế giới, trong đó nhiều lời khen ngợi chủ yếu nhắm đến yếu tố rộng rãi cùng sức mạnh động cơ, đồng thời còn đánh giá cao hướng đi mới của VinFast. Mặc dù vậy, President cũng vấp phải những phản ứng trái chiều do mức giá quá cao và thiếu đi những tính năng cần thiết đối với một mẫu xe hạng sang.

## Lịch sử

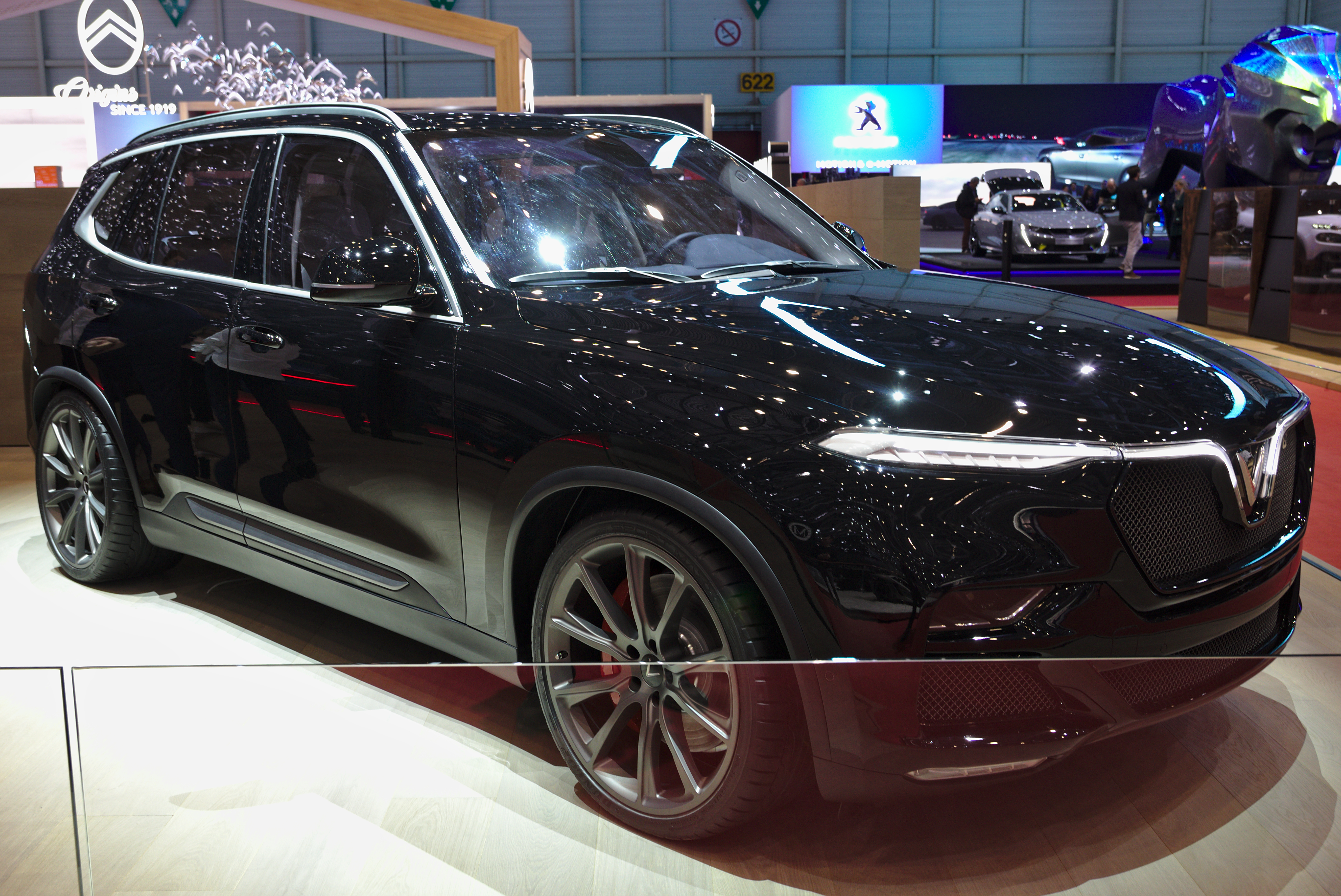
VinFast LUX V8 tại Triển lãm Geneva

Nhà sản xuất ô tô VinFast đã trình làng bản concept LUX V8 6.2 tại Triển lãm mô tô Geneva tổ chức ở Thụy Sĩ vào tháng 3 năm 2019, thông qua đối tác Magna Steyr có trụ sở đặt tại Áo. Tổ hợp sản xuất VinFast cho biết bản concept này được phát triển dựa trên khung gầm của mẫu LUX SA2.0 với một số thay đổi ở ngoại thất như vành thể thao 22 inch, lưới tản nhiệt thiết kế mới, nội thất có sự xuất hiện của loại da cao cấp Ultrasuede đi cùng các chi tiết làm từ sợi carbon. Màn chào sân của LUX V8 đã thu hút sự chú ý đối với cả giới chuyên môn Việt Nam lẫn quốc tế khi sử dụng loại động cơ cỡ lớn – vốn rất khó trang bị trên các mẫu xe. Sau khi công bố tại triển lãm, VinFast đã mang bản concept về giới thiệu và trưng bày trong khuôn viên nhà máy ở Hải Phòng.
Vào sáng ngày 23 tháng 7 năm 2020, trên trang fanpage của VinFast xuất hiện hình ảnh chiếc xe với cụm chữ "President" ở phần đuôi. Ngày 4 tháng 8 cùng năm, VinFast tiếp tục tung ra bộ ảnh về mẫu ô tô hàng đầu của hãng. Gần hai tuần sau, người ta đã bắt gặp một chiếc xe thuộc mẫu mã trên đang lăn bánh tại trường đua F1 ở Hà Nội. Vào ngày 7 tháng 9, công ty chính thức công bố dòng SUV sản xuất giới hạn dành riêng cho thị trường Việt Nam với tên gọi President và dự kiến bán ra vào quý 3 cùng năm. Đây được xem là bản thương mại của mẫu LUX V8 mà hãng từng công bố tại Triển lãm mô tô Geneva diễn ra cách thời điểm ấy một năm về trước, được tạo ra để cạnh tranh với các đối thủ như Lexus LX 570, Mercedes-Benz GLS cùng BMW X7. Trong bài phát biểu tại sự kiện ra mắt sản phẩm, Tổng giám đốc Công ty VinFast là bà Thái Thị Thanh Hải cho biết: "President là dòng sản phẩm mang tính biểu trưng cho đẳng cấp, chất lượng của VinFast, đồng thời là lời khẳng định của chúng tôi với thế giới về năng lực sản xuất ô tô của người Việt Nam". Xe được trưng bày tại Landmark 81 đến ngày 19 tháng 9, sau đó tiếp tục xuất hiện tại các showroom khác của VinFast trên toàn quốc. Hãng xe dự kiến chỉ sản xuất giới hạn 500 chiếc President, trong đó 100 khách hàng đầu tiên được hưởng ưu đãi đến 800 triệu VND so với mức giá 4,6 tỷ mà hãng công bố. Giá bán chính thức của mẫu xe đã gây nhiều bất ngờ khi trước đó các nguồn tin đều dự đoán rằng nó sẽ rơi vào khoảng 6–7 tỷ đồng. Sau hơn một tháng kể từ khi chào sân tại Việt Nam, những lô xe President đầu tiên đã được bàn giao đến tay khách hàng, trong đó vị chủ nhân đầu tiên sở hữu mẫu xe này được cho là một đại gia đứng đầu công ty chứng khoán Sài Gòn SSI. Vào tháng 11 năm 2021, VinFast đã phân phối 18 xe gồm 5 chiếc President và 13 chiếc LUX A2.0 cho một đại lý ở thị trường Lào tên Phongsupthavy.
Giữa tháng 7 năm 2022, VinFast chính thức tuyên bố ngừng sản xuất các dòng xe chạy xăng mà thay vào đó tập trung hoàn toàn vào lĩnh vực xe điện. Mặc dù công ty đã nâng thời hạn bảo hành chính hãng, triển khai thêm các dịch vụ tiện ích và tăng dự trữ linh kiện nhằm đảm bảo phục vụ việc sửa chữa, bảo dưỡng đến hết vòng đời xe, song các sản phẩm sử dụng động cơ đốt trong vẫn phải đối mặt với tình trạng sụt giá trầm trọng. Trong số đó, VinFast President được xem là mẫu xe trượt giá nhanh nhất thị trường Việt Nam với mức khấu hao gần 70% chỉ sau 2 năm sử dụng. Đã có một số trường hợp President lên sàn xe cũ và có giá bán chưa đến 2 tỷ VND. Tuy vậy, đây vẫn là mẫu xe có giá trị niêm yết cao nhất mà VinFast từng sản xuất tính đến năm 2024.

## Tổng quan

### Thân xe và khung gầm

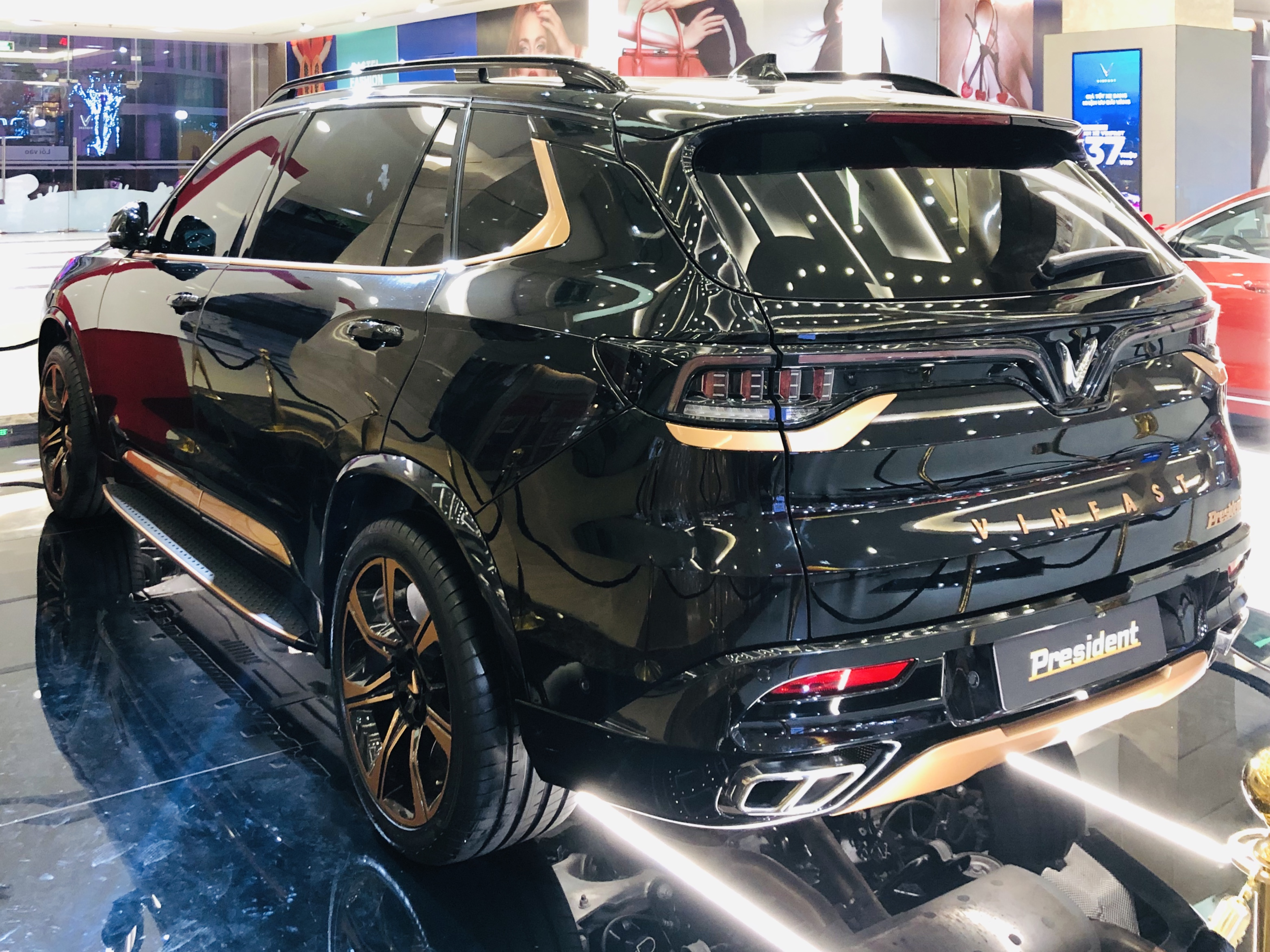
Phần đuôi xe

VinFast President được trang bị bộ khung gầm liền khối kiểu mới có thiết kế cứng vững hơn, chắc chắn hơn để có thể tương xứng với sức mạnh từ khối động cơ V8, đồng thời hấp thụ xung lực và giảm thiểu tác động đến hành khách bên trong. Bên cạnh đó, nó còn đi kèm hệ thống treo với các bộ giảm chấn khí nén giúp mang đến cảm giác lái êm ái và ổn định trên mọi địa hình. Tuy nhiên, VinFast President lại khuyết thiếu ở tính năng không thể nâng, hạ gầm được. Về kích thước, xe sở hữu chiều dài 5.146 mm (nhỉnh hơn 173 mm so với LUX SA2.0), rộng 1.987 mm và cao 1.760 mm, với chiều dài cơ sở dẫn đầu phân khúc ở mức 3.133 mm. Ngoài ra, President còn có trọng lượng 2.424 kg và toàn tải 3.074 kg, qua đó giúp cho mẫu xe vận hành đầm, chắc khi vào cua hoặc đổ dốc.

### Hệ truyền động
President sử dụng hệ thống treo độc lập với treo trước dạng tay đòn kép, treo sau đa liên kết cùng thanh ngang và giảm chấn khí nén. Đây cũng là hệ thống treo xuất hiện trên mẫu xe Levante rất được ưa chuộng đến từ thương hiệu Maserati. Bên cạnh đó, cả phanh trước và sau của President đều sử dụng phanh đĩa tản nhiệt, qua đó mang lại khả năng vận hành chính xác và an toàn hơn. Xe được trang bị hệ dẫn động bốn bánh toàn thời gian đi kèm với hộp số tự động 8 cấp ZF.

## Thiết kế và trang bị

### Ngoại thất
Về mặt tổng thể, President không có nhiều khác biệt so với LUX SA2.0, tuy nhiên xe lại có phần đồ sộ và gây ấn tượng mạnh hơn với hốc hút gió cỡ lớn đặt trên nắp capo làm tăng khả năng tản nhiệt cho khoang máy, cùng với lưới tản nhiệt dạng mắt cáo và các đường gân dập nổi giúp mang tính khí động học cũng như khiến phần đầu xe có điểm nhấn thể thao hơn. Đồng thời, cách bố trí lưới tản nhiệt và bộ đèn chiếu cánh chim dạng chữ V cũng tương tự như hai mẫu LUX SA và LUX A2.0, tuy nhiên mặt lưới đã được thay thế bằng các hoạ tiết hình ca-rô đan chéo thay vì các nan ngang. Một camera cũng được gắn ở vị trí ngay phía dưới bên dải đèn LED, từ đó làm cho mẫu xe đa tiện ích hơn với trang bị camera 360°. Phần gương chiếu hậu tích hợp đầy đủ các công nghệ hiện đại như gập điện, chỉnh điện, chống chói tự động, tích hợp đèn báo rẽ và tự động điều chỉnh khi lùi. Cửa kính của các hàng ghế phía sau là kính tối màu nhằm đảm bảo không gian riêng tư cho những hành khách. Trong khi đó, phần đuôi xe được trang bị ống xả kép kiểu mới, bên cạnh logo President và các chi tiết thiết kế mang nét đặc trưng của VinFast, còn đèn hậu của xe thì có thiết kế giống cánh chim và sử dụng công nghệ LED đi kèm cánh lướt gió vây cá, đèn phanh trên cao cùng các trang bị an toàn gồm camera lùi và cảm biến đỗ xe. Bộ la-zăng hợp kim cỡ lớn lắp trên President đạt kích thước khoảng 22 inch, 7 chấu và đơn sắc màu tối, đi cùng với đó là 2 cỡ lốp khác biệt: bánh trước dùng lốp cỡ 275/40R20, trong khi bánh sau sử dụng lốp cỡ 315/35R20.

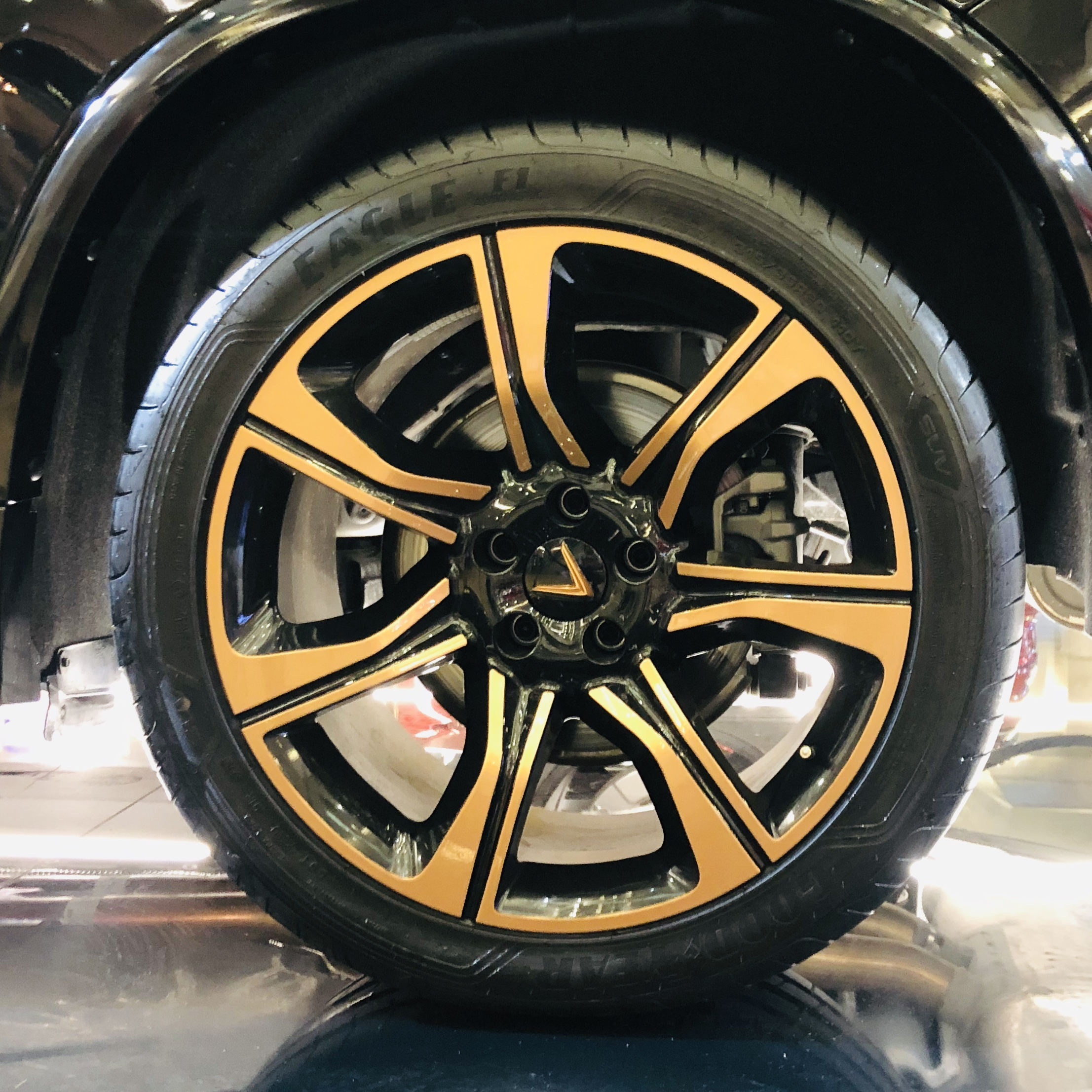
Lốp và la-zăng xe

President có 18 tùy chọn màu sắc, 3 kiểu màu họa tiết, 2 tùy chọn nóc sơn đen hoặc đồng màu cũng như nhiều cách phối trộn độc đáo, phù hợp với cá tính và sở thích riêng của từng chủ xe. Để gạn lọc ra 10 màu mới cho President, VinFast đã phải làm ra gần 80 công trình phối màu, sau đó gửi 10 mẫu cuối cùng sang trụ sở của nhà cung cấp sơn ô tô PPG. Bên cạnh đó, chủ sở hữu còn có thể tăng tính cá nhân hóa trên chiếc xe của mình bằng cách kết hợp các chi tiết tạo điểm nhấn màu vàng, đồng, xám và bạc trên logo, giá nóc, nẹp cửa, bậc lên xuống, la-zăng hoặc cản trước và cản sau. Ngoài ra, VinFast cũng cung cấp cho khách hàng nhiều tùy chọn như sơn 2 tone màu, mạ vàng một số chi tiết và logo phát sáng,... Do có hàng trăm kiểu tùy biến khác nhau trong khi được sản xuất với số lượng giới hạn, nên mỗi chiếc xe khi lăn bánh trên đường đều sẽ trở thành độc bản.

### Nội thất
VinFast President được trang bị màn hình trung tâm cảm ứng dạng ngang 10,4 inch, đứng trên táp-lô thay vì kiểu dọc và đặt gọn trong bảng điều khiển giống như mẫu SA2.0. Hơn nữa, màn hình trên cũng có độ phân giải HD, thiết lập kết nối tiêu chuẩn với Bluetooth, AUX, Apple CarPlay, Android Auto và liên kết với điện thoại thông minh. Trong khi đó, các cửa gió điều hòa lại bố trí ở bên dưới màn hình, còn dưới cùng là các hàng nút chức năng tương tự như những dòng xe Đức. Một chi tiết nhỏ mà VinFast đã thay đổi là phần logo nằm giữa vô-lăng được bao bọc bằng hình lục giác chứ không phải hình tròn như trước nữa. Ở phía sau vô-lăng, cụm hiển thị thông tin gồm 2 đồng hồ analog đi kèm 1 màn hình điện tử đa thông tin chính giữa. President cũng sử dụng cần số tương tự như dòng LUX SA2.0 trong đó xuất hiện nút giữ làn thay cho nút ngắt động cơ tự động nằm xung quanh khu vực, còn bên cạnh là các núm xoay mạ chromi.
Nhờ có trục cơ sở kéo dài thêm 200 mm nên độ rộng rãi và thoải mái ở hàng ghế sau được tăng lên đáng kể. Điều này cũng giúp cửa sau trên President lớn hơn, có độ mở của bản lề rộng hơn so với những mẫu SUV thông thường. Đồng thời, hệ thống hai hàng ghế đầu đều được cung cấp massage, sưởi và thông gió thông qua các nút bấm đặt ở trước và sau, tuy nhiên chúng lại không có bộ nhớ vị trí – vốn là một trang bị khá cơ bản trên xe cao cấp. Đặc biệt, President còn trang bị trần kính giả cửa sổ trời chỉ có thể sử dụng duy nhất ở hàng ghế thứ hai, được thiết kế tối màu và có khả năng chống tia UV để bảo vệ sức khỏe hành khách. Hàng ghế này vẫn có 3 chỗ ngồi và được bổ sung thêm bệ tì tay chính giữa, trong đó tích hợp sạc điện thoại không dây, cổng sạc USB và khay để đồ cá nhân, mặc dù lại thiếu đi các tính năng và trang bị như chỉnh điện, bàn làm việc, TV gối đầu hàng trước hoặc điều hòa nhiệt độ bốn vùng,... Tuy vậy, xe vẫn cung cấp những tiện nghi thư giãn như điều hòa tự động hai vùng cùng móc treo quần áo ở hàng thứ ba. Hãng xe Việt cho biết President được trang bị 13 loa âm ly, âm thanh được tinh chỉnh riêng với lớp lưới bảo vệ mạ chromi, tuy nhiên lại không phải do thương hiệu Hi-end nào cung cấp.
Về chất liệu nội thất, President sử dụng da Nappa cao cấp thuộc dòng Full Grain của nhà cung cấp Eagle Ottawa, trong khi gỗ ốp Veneer thì được sản xuất tại Ý. Đường chỉ khâu màu sắc tương phản được VinFast kết hợp khéo léo, tạo nên hình chữ V đặc trưng của thương hiệu. Đi kèm theo đó chính là họa tiết hình quả trám xuất hiện tại vị trí các ghế ngồi. Do có cấu trúc vân xoáy tự nhiên nên gỗ ốp trên mỗi chiếc President đều có hoa văn hoàn toàn khác biệt.

### Trang bị an toàn
President được trang bị tiêu chuẩn các hệ thống an toàn như: hỗ trợ lực phanh khẩn cấp (BA), phân bổ lực phanh điện tử (EBD), cân bằng điện tử (ESC), kiểm soát lực kéo (TCS), hỗ trợ đổ đèo (HDC), chống lật (ROM), cảnh báo điểm mù, cảnh báo lệch làn đường, hệ thống camera 360° quanh thân xe và 6 túi khí. Đồng thời, xe cũng trang bị đầy đủ hệ thống camera và cảm biến phía trước giống như trên LUX SA2.0. Mặc dù vậy, President lại thiếu đi những tính năng an toàn chủ động như lùi chuồng tự động, phanh khẩn cấp, hỗ trợ giữ làn, cảnh báo phương tiện cắt ngang hay ga tự động thích ứng,...

## Động cơ
VinFast President sử dụng động cơ xăng V8, dung tích 6.2 L hút khí tự nhiên cho ra công suất tối đa 420 hp (313 kW; 426 PS) và mô-men xoắn cực đại 624 N⋅m (460 lb⋅ft), với sức mạnh được truyền xuống bốn bánh thông qua hộp số tự động 8 cấp. Nhờ đó, xe có thể tăng tốc từ 0–100 km/h (0–62 mph) trong vòng 6,8 giây trước khi đạt vận tốc tối đa gần 300 km/h (186 mph). Theo thông tin công bố, động cơ trên do hãng General Motors phát triển, được trang bị trên các mẫu xe sang và xe thể thao hàng đầu của Mỹ như Cadillac Escalade, Chevrolet Camaro hay Chevrolet Corvette.
| Loại | Mã động cơ | Dung tích                        | Sức mạnh                | Mô-men xoắn         | Hộp số                  | Hệ dẫn động | Vòng đời |
| ---- | ---------- | -------------------------------- | ----------------------- | ------------------- | ----------------------- | ----------- | -------- |
| Xăng | V8         | 6.162cc (6,2 L) hút khí tự nhiên | 426 PS (313 kW; 420 hp) | 624 N⋅m (460 lb⋅ft) | Hộp số tự động 8 cấp ZF | AWD         | 2020     |

## Đón nhận
Sau khi trình làng, VinFast President đã thu hút sự chú ý đông đảo từ giới truyền thông nội địa và quốc tế cũng như khách hàng ở Việt Nam. Không ít showroom đã đón nhận lượng khách tăng đột biến trong buổi lễ ra mắt của xe. Bên cạnh đó, nhiều người cũng ca ngợi mẫu xe vì sức mạnh từ động cơ, độ hoàn thiện và rộng rãi đối với hàng ghế sau.
Nhân sự kiện ra mắt VinFast President, Madhusudan Grover – cây viết của trang DriveTribe – đã liệt kê những mẫu xe đang sử dụng động cơ V8 như Ferrari California, McLaren 720S, Koenigsegg và Mercedes-AMG GT R. Trong khi đó, báo giới Đông Nam Á cũng tỏ ra rất ấn tượng với mẫu xe. Trong một bài viết về ô tô, tờ Tổ quốc đã so sánh nó với dòng Land Cruiser nổi danh của hãng Toyota, đồng thời nêu bật lên giá trị của hai sản phẩm. Chuyên trang ô tô CarSales của Úc thì khẳng định President chắc chắn sẽ gây chú ý tại quốc gia này, đồng thời hy vọng một ngày nào đó có thể tận mắt kiểm tra và cầm lái mẫu SUV của VinFast. Ngược lại, một bài viết trên tạp chí Auto Moto dự đoán rằng mẫu xe này sẽ đối mặt với tình trạng sụt giảm hình ảnh thương hiệu và hạn chế về thị trường, do lúc bấy giờ VinFast chỉ mới có mặt ở châu Á. Cây bút Fran Romero từ Motor.es nhận xét President đã "mang lại sức sống cho BMW X5 nhưng thấm đẫm hương vị Mỹ". Phóng viên trên trang CarBuzz thì đưa ra lời bình "Việt Nam được biết đến với vô số xe máy chạy trên đường chứ không phải là những mẫu SUV hạng sang cỡ lớn. Nhưng giờ đây, tất cả đều có thể thay đổi nhờ VinFast". Đồng thời, tạp chí ô tô Top Gear phát biểu ý kiến cho rằng ngành công nghiệp xe hơi Việt Nam đã tiến một bước dài, tuy nhiên lại nhận định mức giá của President là nước đi táo bạo của hãng xe. Ấn phẩm Nikkei của Nhật Bản cũng tỏ ra đồng tình với quan điểm trên và viết rằng đây không chỉ là sản phẩm đơn thuần dành cho người tiêu dùng Việt Nam mà còn hơn cả thế, là một bước tiến nâng tầm thương hiệu và khẳng định việc tự chủ sản xuất. Ông Ilia Seliktar, Chủ tịch Autobest, cho biết "VinFast là một ví dụ điển hình trong ngành công nghiệp ô tô toàn cầu, điển hình bởi việc 'hội tụ tinh hoa' trên thế giới để sản xuất ra những mẫu xe chất lượng nhất cho thị trường. Tôi nghĩ rằng tương lai của hãng sẽ rất xán lạn".
Mặc dù nhận được nhiều lời khen ngợi nhưng President cũng hứng chịu những đánh giá trái chiều, trong đó chủ yếu nhắm vào giá bán đắt đỏ của xe. Trên thực tế, các nhà phân tích coi mẫu xe hạng sang này không phải là một sản phẩm dành cho người tiêu dùng trong nước mà là một lời tuyên bố về ý định của VinFast. Ngoài ra, cũng có một số ý kiến tỏ ra thất vọng khi President thiếu đi những trang bị thường thấy trên một mẫu xe hạng sang. Với nhiều người, có thể mẫu xe này không quá hấp dẫn nếu mua mới vì ở tầm giá 4–5 tỷ VND vẫn còn những lựa chọn xe sang khác có thương hiệu lâu đời hơn.